# 西哈特福德 (密蘇里州)
西哈特福德（英語：West Hartford）是位於美國密蘇里州羅爾斯縣的非建制地區。

## 歷史
西哈特福德的郵局於1870年設立，其後於1902年停運。

## 地理
西哈特福德所處的海拔為高於海平面223米（即732英呎），而該地所採用的時區為UTC-6，即北美中部時區（CST）。同時該地設有夏令時間，為UTC-6調快一小時，即UTC-5（CDT）。